# Воронков, Виктор Михайлович
Ви́ктор Миха́йлович Воронко́в (27 декабря 1945, Ленинград, СССР) — советский диссидент и российский социолог. Директор Центра независимых социологических исследований, вице-президент Санкт-Петербургской ассоциации социологов (президент в 2000—2002), президент Европейской ассоциации исследователей трансформации.

## Краткая биография
Родился в Ленинграде в семье известного химика Михаила Григорьевича Воронкова. В 1971 году окончил Латвийский государственный университет по специальности экономическая кибернетика. В советский период был осужден за участие в диссидентском движении . С самого начала перестройки активно занялся проведением исследований, независимых от официальной науки, результатом чего стало открытие Центра независимых социологических исследований в 1991 году. Известен как активный популяризатор использования качественных методов исследования в социологии , развитием которых активно занимаются на базе Центра независимых социологических исследований . Автор многочисленных статей, редактор и соредактор множества научных сборников, руководитель более 30 российских и международных исследовательских проектов, эксперт международных фондов. Член редакционной коллегии и организатор журнала социальных исследований «Laboratorium», издаваемого при финансовом содействии Центра независимых социологических исследований (ЦНСИ) и Фонда Джона Д. и Кэтрин Т. Мак-Артуров . Наряду с исследовательской и публикационной деятельностью активно занимается поддержкой социологического образования  и научно-исследовательских центров в России и других странах пост-советского пространства .

## Сфера исследовательских интересов
- Гражданское общество
- Этничность
- Миграции
- Повседневность
- Социальная структура
- Качественные методы

## Избранные публикации
- Воронков Виктор. Русские vs. немцы // В поисках России. Северо-Запад России — Санкт-Петербург / Под ред. П. Тешендорфа, Е. Белокуровой. М.: Унрау. СПб., 2008. С.19-28.
- Воронков Виктор. Чему альтернативна «альтернативная» социология? // Мыслящая Россия: Картография современных интеллектуальных направлений / Под ред. Виталия Куренного. М.: Некоммерческий фонд «Наследие Евразии», 2006. С. 221—230.
- Уйти, чтобы остаться: Социолог в поле: Сб. ст. / Под ред. Виктора Воронкова и Елены Чикадзе. — СПб.: Алетейя, 2009. — 148 с. — (Серия «Качественные методы в социальных исследованиях»).
- Воронков Виктор. От объяснения к пониманию: в развитие дискуссии // Телескоп: наблюдения за повседневной жизнью петербуржцев. 2004. No 5. С. 43-44.
- Воронков Виктор. Проект «шестидесятников»: движение протеста в СССР // Отцы и дети. Поколенческий анализ современной России / Под ред. Ю. Левады, Т. Шанина. М.: Новое литературное обозрение, 2005. С. 168—200.
- Воронков Виктор. За пределами публичного пространства (рефлексия социолога) // Неформальная экономика. Россия и мир / Под ред. Т. Шанина. М.: Логос, 1999. С. 84-93.
- Воронков Виктор. Активисты движения сопротивления режиму: 1956—1986. Попытка анализа // Социология общественных движений: эмпирические наблюдения и исследования / Под ред. В. Костюшева. М.-СПб.: ИС РАН, 1993. С. 103—109.
- Voronkov Victor. Life and Death of the Public Sphere in the Soviet Union // Debates and Credits. Media. Art. Public Domain / T. Goryucheva, E. Kluitenberg (eds.). Amsterdam: Centre for Culture and Polities «De Balie», 2003. P. 99-110.
- Voronkov Victor. Is there such a Thing as Ethnic Economy? // Ethnicity and Economy. Proceedings of the Seminar Held in St. Petersburg (9- 12 September 1999) / O. Brednikova, V. Voronkov, E. Chikadze (eds.). St. Petersburg: CISR, 2000. Working Papers. No 8. P. 103—108 Архивная копия от 9 апреля 2008 на Wayback Machine.
- Voronkov Viktor. Do Russians Exist as an Ethnic Community // Post-Soviet Puzzles: Mapping the Political Economy of the Former Soviet Union / K. Segbers (ed.). Baden-Baden: Nomos Verl.-Ges., 1995. Vol. 4. S. 81-90.
- Oswald Ingrid, Voronkov Viktor. Die «Transformation» von St. Petersburg — Anmerkungen zur postsowjetischen Stadtentwicklung // Die europaeische Stadt / W. Siebel (Hrsg.). Frankfurt-am-Main: Suhrkamp, 2004. S. 312—320.
- Voronkov Viktor, Wielgohs J. Soviet Russia // Dissent and Opposition in Communist Eastern Europe. Origins of Civil Society and Democratic Transition / D. Pollack, J. Wielgohs (eds.). Aldershot: Ashgate, 2004. P. 95-118.
- Oswald Ingrid, Voronkov Viktor, Dittrich E. Wandel alltaeglicher Lebensfuehrung im postsowjetischen Russland // Wandel alltaeglicher Lebensfuehrung in Russland: Besichtigungen des ersten Transformationsjahrzehnts in St. Petersburg / I. Oswald, E. Dittrich, V. Voronkov (Hrsg.). Muenster, Hamburg, Berlin, London: LIT-Verlag, 2002. S. 7-24.